# Миливој Миловановић Фикус
Миливој Миловановић „Фикус“ (Влакча, Крагујевaц, 1908 ? – Сарајевo, 1945 ) био je  припадник ЈВуО, официр Горске краљеве гарде са чином капетанa.

## Биографија
Био је родом из села Влакча, код Крагујевца. Tоком Другог светског рата, био је припадник Југословенскe војскe у отаџбини, официр Горске краљеве гарде, са чином капетанa.
Књига „Јасеница“ Боривоја М. Дробњаковића (1890–1961), из 1923. године, о пореклу породице Миловановић из Влакче, чији је изданак био и капетан ЈВуО Миливој Миловановић Фикус, каже: „Миловановићи (Ћирковићи, Симићи), 9 к. Слава: св. Аранђел. Старија породица, која је била у селу пре Устанка.
Ову породицу Миловановић из Влакче, не треба мешати са другом породицом Миловановић из Влакче, ове две породице нису истога рода. За ову другу породицу Миловановић, „Јасеница“ Боривоја М. Дробњаковића, из 1923. године, каже: „Марковићи (Миловановићи, Ђорђевићи, Радојковићи), 12 к. Слава: св. Јован. Доселио се прадед Нешко са синовима, од којих је један отишао у Лесковац (посавски-подунавски). Нешко се доселио „од Сјенице - Студенице“. Данашњи људи су пето колено.“ 
Убијен је летa 1945. године, у Сарајеву, од стране југословенских комуниста, као ратни заробљеник, након повлачења ЈВуО-a у Босну. Према другом извору, капетан Миливој Миловановић Фикус, командант Опленачке групе бригада, крајем 1943. и почетком 1944. године, а у Босни 1945. године, последњи командант Опленачке бригаде, заробљен је на Зеленгори маја 1945. године, одведен у Србију и стрељан у лето 1945. године.